# Українська стрілецька громада Канади
Украї́нська стріле́цька грома́да Канади (УСГ), комбатантська організація, заснована 3 січня 1928 у Вінніпезі за зразком УСГ в США; спершу члени її були колишні вояки Армії УНР і УГА, згодом й інших формацій.

## Історія
Зареєстрована як юридична особа (інкорпорована) у 1950.
З 1932 року вона спонукала створення Українського національного об'єднання Канади.
Разом з Українським національним об'єднанням та Організацією українок Канади і Молодими українськими націоналістами творить так звані братні націоналістичні організації в Канаді під впливом ОУН А. Мельника.
Основним завданням УСГ була підтримка боротьби за незалежність України та збереження і пропаганда українських військових традицій. УСГ підтримувала зв'язки як з Українською Військовою Організацією (УВО) так і з Організацією Українських Націоналістів (ОУН).
Через свою співпрацю з УНО, після ІІ Світової війни УСГ підтримало мельниківське крило ОУН. Перші члени УСГ служили в арміях Січових Стрільців, Української Народної Республіки та Української Галицької Армії.
Генерал Микола Капустянський (1879–1969) у 1935–1936 відвідав гуртки по всій Канаді з метою пропаганди ОУН. Він був старшим офіцером Української Армії в 1917–1920 рр. і засновником ОУН. Під час Другої світової війни він активно працював у Києві і був арештований німецьким гестапо. Після війни українські військові ветерани, які були іммігрантами з України, так само як і українські ветерани канадських збройних сил, стали членами УСГ.
У 1928 році їх членство налічувало 478 чоловік, у 1931 — 585, а у 1939 році — 1207. Перед ІІ Світовою війною існувало 24 гуртки і 16 після війни. Головна управа УСГ була спочатку у Вінніпезі, потім у Саскатуні, а у 1935 році була перенесена в Торонто. Незважаючи на велику депресію в Канаді, УСГ продовжувала надавати фінансову підтримку ОУН.
УСГ також подавала петиції до уряду Канади про надання підтримки Україні. Наприклад, петиція по звинуваченні в польському терорі в Україні, підписана 56 організаціями, була представлена прем'єр-міністру Канади Беннету членом парламенту Михайлом Лучковичем. У 1933 році, в часі голодомору-геноциду в Україні, члени УСГ брали участь у маніфестаціях протесту. Гурток в Едмонтоні пожертвував $374.67 для інвалідів, які постраждали у боротьбі за незалежність, на політичні цілі, а також для жертв польської пацифікації.
УСГ публікувала багато інформації, яка зробила великий внесок в обізнаність про Україну в Канаді. Вона також спонсорувала військові оркестри, які їздили по цілій Канаді, щоб зацікавити членство і громадськість. 15 травня 1934 року УСГ була призначена відповідальність за ідеологічну і військову роботу, а УНО — служба українській громаді. Всі члени УСГ мали бути членами УНО. В 1934 році був започаткований щорічний «теґдей» і у листі висловлена подяка за співпрацю Королівському Канадському Леґіону.
Мала кільканадцять філій, а 1940 — 1200 членів. УСГ була під впливом націоналістів. Головами управи УСГ були: довготривало Євстахій Василишин й І. Ґуляй, далі В. Коссар, Богдан Зелений, М. Погорецький, В. Гультай, Ю. Дякунчак, І. Носик, Ю. Темник, М. Шарик, М. Шебець. Осідок крайової управи у Вінніпезі, пізніше в Саскатуні і з 1935 в Торонто. УСГ плекала військову традицію, вела вишкіл молодших членів, організувала допомогу інвалідам (фонд на закуп Дому українських інвалідів у Львові), провадила політичну акцію на оборону політичних в'язнів під Польщею.
1928 — 30 видавала місячник «Стрілецькі Вісті», згодом сторінка у «Новому шляху».